# (8757) Cyaneus
(8757) Cyaneus ist ein Asteroid des inneren Hauptgürtels, der am 24. September 1960 von dem niederländischen Astronomenehepaar Cornelis Johannes van Houten und Ingrid van Houten-Groeneveld entdeckt wurde. Die Entdeckung geschah im Rahmen des Palomar-Leiden-Surveys, bei dem von Tom Gehrels mit dem 120-cm-Oschin-Schmidt-Teleskop des Palomar-Observatoriums aufgenommene Feldplatten an der Universität Leiden durchmustert wurden.
Der Asteroid ist nach der Kornweihe benannt, deren wissenschaftlicher Name Circus cyaneus lautet. Zum Zeitpunkt der Benennung des Asteroiden am 2. Februar 1999 befand sich die Kornweihe auf der niederländischen Roten Liste gefährdeter Arten.